# Aeropuerto de Bor
El Aeropuerto de Bor (conocido localmente como Аеродром Бор / Aerodrom Bor) (IATA: Bor, OACI: LY89) está ubicado cerca del pueblo de Bor en Serbia, por lo que también es localmente conocido como Aeropuerto de Bor. 